# John Larroquette
John Larroquette (New Orleans, 25 novembre 1947) è un attore e regista statunitense.

## Carriera
John Larroquette è conosciuto soprattutto per il ruolo dell'avvocato Dan Fielding nella sitcom Giudice di notte, ruolo per il quale ha vinto 4 premi Emmy consecutivi (dal 1985 al 1988) nella categoria Miglior attore non protagonista in una serie commedia, stabilendo un record assoluto. Nel 1998 ha vinto il suo quinto Emmy per l'apparizione come guest star nella serie drammatica The Practice - Professione avvocati.
È stato inoltre la voce narrante dell'inizio del film cult Non aprite quella porta, parte per la quale è stato ricompensato con uno spinello di marijuana. Nel 1990 ha preso parte al film Roba da matti, accanto a Kirstie Alley, e nel 2003 a Ricetta per un disastro con Lesley Ann Warren.

## Vita privata
È sposato con Elizabeth Ann Cookson che ha conosciuto sul set di Enter Laughing. La coppia ha avuto tre figli.

## Riconoscimenti
- Nel 1985 ha vinto un Emmy per l'interpretazione in Giudice di notte
- Nel 1986 ha vinto un Emmy per l'interpretazione in Giudice di notte
- Nel 1987 ha vinto un Emmy per l'interpretazione in Giudice di notte
- Nel 1988 ha vinto un Emmy per l'interpretazione in Giudice di notte
- Nel 1988 ha vinto un Golden Globe per l'interpretazione in Giudice di notte
- Nel 1994 ha avuto una nomination per un Emmy per l'interpretazione in The John Larroquette Show
- Nel 1998 ha vinto un Q Award per l'interpretazione in The Practice - Professione avvocati
- Nel 1998 ha vinto un Emmy per l'interpretazione in The Practice - Professione avvocati
- Nel 2002 ha avuto una nomination per un Emmy per l'interpretazione in The Practice - Professione avvocati
- Nel 2002 ha avuto una nomination per uno Screen Actors Guild Awards per l'interpretazione in Boston Legal
- Nel 2008 ha avuto una nomination per uno Screen Actors Guild Awards per l'interpretazione in Boston Legal

## Filmografia parziale

### Attore

#### Cinema
- Stati di allucinazione (Altered States), regia di Ken Russell (1980)
- Stripes - Un plotone di svitati (Stripes), regia di Ivan Reitman (1981)
- Il bacio della pantera (Cat People), regia di Paul Schrader (1982)
- Star Trek III - Alla ricerca di Spock (Star Trek III: The Search for Spock), regia di Leonard Nimoy (1984)
- Meatballs 2 (Meatballs Part II), regia di Ken Wiederhorn (1984)
- Una vacanza di troppo (Summer Rental), regia di Carl Reiner (1985)
- Appuntamento al buio (Blind Date), regia di Blake Edwards (1987)
- A.A.A. Detective chiaroveggente offresi (Second Sight), regia di Joel Zwick (1989)
- Roba da matti (Madhouse), regia di Tom Ropelewski (1990)
- Zia Giulia e la telenovela (Tune in Tomorrow...), regia di Jon Amiel (1990)
- JFK - Un caso ancora aperto (JFK), regia di Oliver Stone (1991)
- Richie Rich - Il più ricco del mondo (Richie Rich), regia di Donald Petrie (1994)
- Il cavaliere del male (Demon Knight), regia di Gilbert Adler e Ernest Dickerson (1995)
- Non è fantastica? (Isn't She Great), regia di Andrew Bergman (2000)
- Southland Tales - Così finisce il mondo (Southland Tales), regia di Richard Kelly (2006)
- Arma micidiale (Gun), regia di Jerry Terrero (2010)

#### Televisione
- Ellery Queen – serie TV, episodio 1x10 (1975)
- Kojak – serie TV, episodio 3x14 (1975)
- La squadriglia delle pecore nere (Baa Baa Black Sheep) – serie TV, 7 episodi (1976-1978)
- Tre cuori in affitto (Three's Company) – serie TV, 1 episodio (1979)
- Fantasilandia (Fantasy Island) – serie TV, 1 episodio (1979)
- Dallas – serie TV, 2 episodi (1982)
- Mai dire sì (Remington Steele) – serie TV, 1 episodio (1984)
- L'imputato è colpevole – film TV (1986)
- Quadri che scottano – film TV (1986)
- Giudice di notte (Night Court) – serie TV, 193 episodi (1984-1992)
- Il magico regno delle favole (The 10th Kingdom) – serie TV, 5 episodi (2000)
- West Wing - Tutti gli uomini del Presidente (The West Wing) – serie TV, episodio 2x05 (2000)
- The Practice - Professione avvocati (The Practice) – serie TV, 6 episodi (1997-2002)
- Walter e Henry (Walter and Henry), regia di Daniel Petrie – film TV (2001)
- Ricetta per un disastro (Recipe for Disaster) – film TV (2003)
- McBride – serie TV, 10 episodi (2005)
- Dr. House - Medical Division (House, M.D.) – serie TV, episodio 3x07 (2006)
- Boston Legal – serie TV, 33 episodi (2007-2008)
- White Collar – serie TV, 1 episodio (2010)
- Chuck – serie TV, 2 episodi (2008-2011)
- The Librarians – serie TV, 29 episodi (2014-2018)
- Me, Myself & I – serie TV, 13 episodi (2017-2018)
- Blood & Treasure – serie TV, 5 episodi (2019)
- The Twilight Zone – serie TV, episodio 1x05 (2019)
- The Good Fight – serie TV, 5 episodi (2020)
- Giudice di notte (Night Court) – serie TV (2023-2025)

### Doppiatore
- Non aprite quella porta (1974) - Voce narrante
- Non aprite quella porta (2003) - Voce narrante
- Non aprite quella porta - L'inizio (2006) - Voce narrante
- Non aprite quella porta (2022) - Voce narrante

## Doppiatori italiani
Nelle versioni in italiano delle opere in cui ha recitato, John Larroquette è stato doppiato da:
- Dario Penne in McBride, JFK - Un caso ancora aperto, Law & Order - Unità vittime speciali
- Gino La Monica in Roba da matti, Parks and Recreation, The Brink
- Renato Cortesi in Payne, Kitchen Confidential, Chuck
- Massimo Corvo in Richie Rich - Il più ricco del mondo, West Wing - Tutti gli uomini del Presidente
- Luciano De Ambrosis in Zia Giulia e la telenovela, Joey
- Stefano De Sando in Tuo marito lo scelgo io, Me, Myself & I
- Riccardo Rovatti in Non è fantastica?, Continuavano a chiamarlo Beethoven
- Manlio De Angelis in Appuntamento al buio, Happy Family
- Massimo Foschi in Ai confini della realtà
- Gianni Williams ne Il cavaliere del male
- Oliviero Dinelli in Giudice di notte
- Oreste Rizzini ne Il magico regno delle favole
- Elio Zamuto in The Practice - Professione avvocati
- Gerolamo Alchieri in Dr. House - Medical Division
- Angelo Nicotra in Boston Legal
- Romano Malaspina in Stripes - Un plotone di svitati
- Sergio Matteucci in Una vacanza di troppo
- Michele Gammino in Ricetta per un disastro
- Luciano Roffi in Southland Tales - Così finisce il mondo
- Saverio Moriones in CSI: NY
- Franco Zucca in White Collar
- Ambrogio Colombo in Almost Human
- Paolo Marchese in The Librarians
- Gianni Giuliano in Blood & Treasure
- Fabrizio Temperini in The Good Fight
- Roberto Chevalier in Stripes - Un plotone di svitati (ridoppiaggio)

Da doppiatore è sostituito da:
- Pino Locchi in Non aprite quella porta (1974)
- Vittorio Di Prima in Non aprite quella porta (1974) (ridoppiaggio)
- Daniele Demma in Lanterna Verde - Prima missione
- Alessandro Rossi in Non aprite quella porta (2003), Non aprite quella porta - L'inizio
- Alberto Angrisano in Non aprite quella porta (2022)